# Antarktička cirkumpolarna struja
Antarktička cirkumpolarna struja je hladna morska struja na južnoj polutki. Povezuje Atlantski, Indijski i Tihi ocean, što je čini najvažnijim elementom globalne termohalinske cirkulacije. Struji južno od vrlo prostranih suptropskih kruženja. Nastala je kad su se prije oko 41 milijun godina razdvojili Antarktika i Južna Amerika što je otvorilo Drakeov prolaz i uzrokovalo je zaleđivanje ovog novog najjužnijeg kontinenta, koji je do tada imao umjereno hladnu klimu.
Pod utjecajem zapadnih vjetrova ova struja je jedina koja obilazi oko cijelog globusa. Zbog svog utjecaja na svjetska mora ima vrlo veliki utjecaj na vrijeme na cijeloj Zemlji. Zbog toga, ovu struju nazivaju i "kuhinjom vremena ovog svijeta". Struji ukupnom količinom vode, od morske površine pa sve do dna na više od 4000 metara dubine. Od Antarktike do toplijih oceana donosi vrlo slanu, hladnu morsku vodu. Ova struja transportira najveću količinu vode na Zemlji, oko 140 Sverdupa (1 Sv = 1 milijun m³/s). Neprekidno pokreće vodene mase u smjeru istoka, dakle u smjeru kazaljke na satu, nešto brže od Zemljine rotacije, oko čitavog kontinenta.
Između glavnog toka struje i kontinenta stvaraju se i dva vrtloga, jedan u Rossovom i drugi u Weddellovom moru

## Vanjske poveznice
- https://web.archive.org/web/20080124162356/http://www.literaturecollection.com/a/london/149/
- https://archive.is/20120713080518/http://oceanworld.tamu.edu/resources/ocng_textbook/chapter13/chapter13_04.htm
- https://web.archive.org/web/20100812110938/http://earth.usc.edu/~stott/Catalina/Oceans.html Good graphics later in article.